# Чаршија
Чаршија (тур. Çarşı, алб. Çarshia, буг. Чаршия) је део града, готово увек у самом средишту града који се у том облику и под тим називом највећим делом развио за време османлијске владавине на подручју Европе под османлијском влашћу. Чаршија представља једну од најважнијих одлика османског града, она је привредни (економски) центар града, подручје у ком се обавља већина привредних активности. Представља тржиште, пијацу.

## О чаршији
Чаршија се обично одликује специфичним архитектонским квалитетом који је чини препознатљивом у целокупном комплексу града, тако да она са својим специфичностима одражава дух и бит тог града. Основни елементи чаршије су углавном џамија, дућани и чесма. У традиционалним чаршијама налазили су се такође и хамами, вакуфнаме, градске управе и други јавни објекти од већег значаја за град.
Чаршија специфична за балканско подручје своје корене вуче из османлијске и исламске традиције, мада се на подручју Европе под османлијском влашћу и иначе на Балкану у чаршију укључују у специфични елементи који се не налазе у осталим местима који су били под османским утицајем. У босанско-херцеговачким чаршијама су једнако аутентични и сахат-кула, цркве и синагога.
По Душану Грабријану и његовој тези о развоју у расподели градске средине, чаршија заузима посебно место као саставни елемент ширег градског подручја. Према Грабријановој антропоморфолошкој подели града чаршија има улогу душе или срца града.
Значење модерне чаршије се релативно изменило од њене првобитне функције. У данашњој чаршији заступљени су и модерни објекти који се користе за свакодневну употребу у модерном друштву, као што су општинска зграда, културни центри, продавнице, угоститељски објекти и сви остали објекти који чине идентитет модерног живота у градског средини.

### Чаршија у Београду
На прелазу између два века чаршију су чиниле Кнез Михаилова улица, Узун Миркова, Васина, Дубровачка (данас Улица краља Петра). Ту су доминирале радње са штофовима и платнима, јер конфекције готово и да није било, стакларско-порцеланском робом.

## Етимологија
Реч „чаршија” је у српски језик стигла из турског језика. Порекло речи је у персијском језику, из „чар-су” што се преводи као „четири тока” или „четири стране”, односно место окупљања људи са свих страна света.